# Karolín
Karolín är en ort i Tjeckien.   Den ligger i regionen Zlín, i den östra delen av landet, 240 km öster om huvudstaden Prag. Karolín ligger 288 meter över havet och antalet invånare är 225.
Terrängen runt Karolín är platt norrut, men söderut är den kuperad. Runt Karolín är det ganska tätbefolkat, med 124 invånare per kvadratkilometer. Närmaste större samhälle är Zlín, 17,1 km öster om Karolín. I omgivningarna runt Karolín växer i huvudsak blandskog.